# Váh
De Váh (Hongaars: Vág) is een zijrivier van de Donau en de langste rivier van Slowakije. De lengte bedraagt 403 km.
De rivier ontstaat uit de samenvloeiing van de Witte Váh (Biely Váh) en de Zwarte Váh (Cierny Váh) die in respectievelijk de Hoge Tatra en de Lage Tatra ontspringen. De rivier scheidt onderweg naar het westen deze beide gebergten en loopt door het gebied dat bekendstaat als Liptov (Duits: Liptau). De belangrijkste plaatsen zijn hier Liptovský Mikuláš (bij het gelijknamige stuwmeer) en het historische Ružomberok.
De Váh breekt vervolgens bij de Kloof van Strečno door de Kleine Fatra (Malá Fatra) en buigt voorbij Žilina, de grootste stad aan de Váh, af naar het zuiden.
De monding in de Donau bevindt zich bij Komárno. Het laatste traject, vanaf de monding van de Kleine Donau, wordt aangeduid als de Váh-Donau (Slowaaks: Vážsky Dunaj, Hongaars: Vág-Duna).
- Gemeinsame Normdatei: 4424119-7
- Nationale Bibliotheek van Tsjechië: ge308855
- Virtual International Authority File: 10145067003366630628